# Адміністративний поділ Австралії
Австралія складається з шести штатів (англ. state) та кількох територій (англ. territory).

### Штати

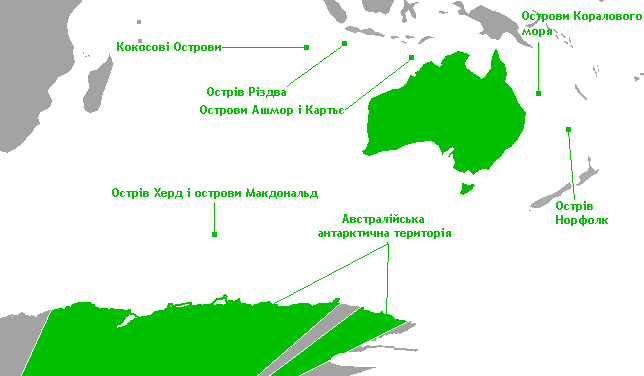

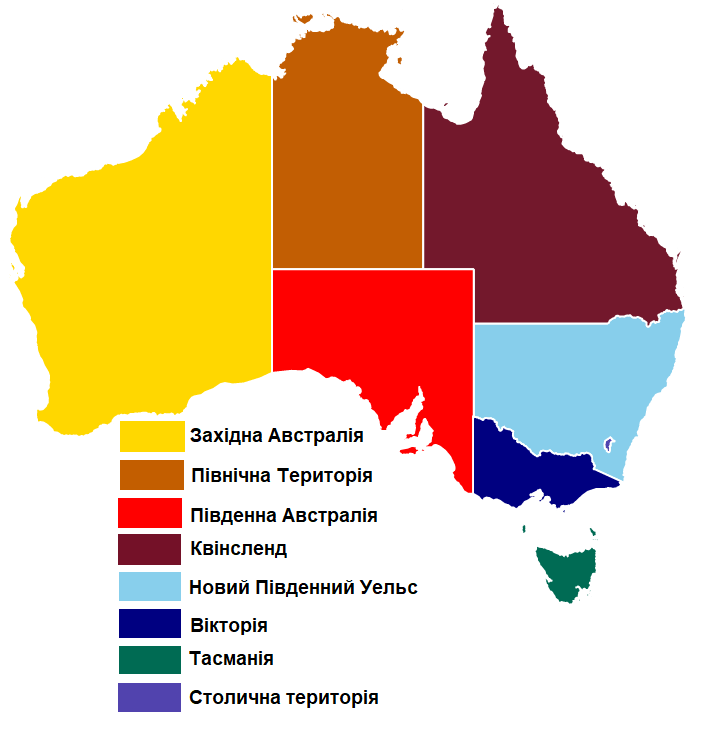
Штати та території Австралійського Союзу

- Штати та території Австралійського Союзу Новий Південний Уельс (англ. New South Wales, NSW) — Сідней (англ. Sydney),
- Квінсленд (англ. Queensland, QLD) — Брисбен (англ. Brisbane),
- Південна Австралія (англ. South Australia, SA) — Аделаїда (англ. Adelaide),
- Тасманія (англ. Tasmania, TAS) — Гобарт (англ. Hobart),
- Вікторія (англ. Victoria, VIC) — Мельбурн (англ. Melbourne)
- Західна Австралія (англ. Western Australia, WA) — Перт (англ. Perth).

### Материкові території
- Північна Територія (англ. Northern Territory, NT) — Дарвін (англ. Darwin),
- Австралійська столична територія (англ. Australian Capital Territory, ACT) — Канберра (англ. Canberra),
- Територія Джервіс-Бей (англ. Jervis Bay Territory) на південно-східному узбережжі Австралії, де знаходиться військово-морська база і столичний торговельний порт.

З 1926 до 1931 року існувала територія Центральна Австралія, розташована між 20-ю і 26-ю паралелями пд.ш., потім включена до складу Північної Території.

### Зовнішні території
Населені:
- Острів Норфолк (англ. Norfolk Island),
- Острів Різдва (англ. Christmas Island),
- Кокосові Острови (англ. Cocos (Keeling) Islands)
- Австралійська антарктична територія (англ. Australian Antarctic Territory) (третина Антарктиди). Суверенітет Австралії над територією Антарктиди не визнається багатьма державами, оскільки суперечить договору про Антарктику 1959 року.

Безлюдні:
- Острови Ашмор і Картьє (англ. Ashmore and Cartier Islands),
- Острови Коралового моря (англ. Coral Sea Islands Territory),
- Острів Герд і острови Макдональд (англ. Heard Island and McDonald Islands)

### Населення
| Прапор                                                             | Назва                               | ISO 3166-2 | Поштовий код | Столиця         | Населення | Площа (км²) | Часовий пояс         |
| Штати                                                              | Штати                               | Штати      | Штати        | Штати           | Штати     | Штати       | Штати                |
| ------------------------------------------------------------------ | ----------------------------------- | ---------- | ------------ | --------------- | --------- | ----------- | -------------------- |
|                                                                    | Вікторія                            | AU-VIC     | VIC          | Мельбурн        | 5 297 600 | 227 416     | UTC+10               |
|                                                                    | Західна Австралія                   | AU-WA      | WA           | Перт            | 2 163 200 | 2 529 875   | UTC+8/UTC+8:45       |
|                                                                    | Квінсленд                           | AU-QLD     | QLD          | Брисбен         | 4 279 400 | 1 730 648   | UTC+10               |
|                                                                    | Новий Південний Уельс               | AU-NSW     | NSW          | Сідней          | 6 967 200 | 800 642     | UTC+10               |
|                                                                    | Південна Австралія                  | AU-SA      | SA           | Аделаїда        | 1 601 800 | 983 482     | UTC+9:30             |
|                                                                    | Тасманія                            | AU-TAS     | TAS          | Гобарт          | 498 200   | 68 401      | UTC+10               |
| Внутрішні території                                                |                                     |            |              |                 |           |             |                      |
|                                                                    | Австралійська столична територія    | AU-ACT     | ACT          | Канберра        | 344 200   | 2358        | UTC+10               |
|                                                                    | Північна Територія                  | AU-NT      | NT           | Дарвін          | 219 900   | 1 349 129   | UTC+9:30             |
|                                                                    | Джервіс-Бей1                        |            | JBT          | Джервіс-Бей     | 611       |             | UTC+10               |
| Зовнішні території                                                 |                                     |            |              |                 |           |             |                      |
|                                                                    | Австралійська антарктична територія |            |              | —               | 1000      | 5 896 500   | UTC+6, UTC+8, UTC+11 |
|                                                                    | Острови Ашмор і Картьє              |            |              | —               | 0         | 199         | UTC+8                |
|                                                                    | Кокосові Острови                    | CC         |              | Вест-Айленд     | 628       | 14          | UTC+6:30             |
|                                                                    | Острови Коралового моря             |            |              | —               |           |             | UTC+10               |
|                                                                    | Острів Різдва                       | CX         |              | Флаїнг-Фіш-Коув | 1493      | 135         | UTC+7                |
|                                                                    | Острів Норфолк                      | NF         |              | Кінгстон        | 2114      | 35          | UTC+11:30            |
|                                                                    | Острів Герд і острови Макдональд    | HM         |              | —               | 0         | 144         | UTC+5                |
| 1 У минулому входила до складу Австралійської столичної території. |                                     |            |              |                 |           |             |                      |

## Статус
Сучасні штати існували як окремі британські колонії до створення австралійської федерації (1901). Їх статус і повноваження визначені у Австралійській конституції. Території, з точки зору Конституції, напряму підпорядковуються уряду Австралійського Союзу. Австралійський парламент має законодавчі повноваження стосовно територій, яких у нього немає відносно штатів. Зокрема, федеральний парламент може скасувати будь-яке рішення парламенту території. Органи самоврядування (парламенти) є лише у трьох територіях — у Північній Території, на острові Норфолк й на території федеральної столиці.
У всіх штатах і материкових територіях є свої парламенти (однопалатні у Квінсленді і територіях, двопалатні — у решті штатів). Глави урядів штатів називаються прем'єрами (англ. Premiers), територій — головними міністрами (англ. Chief Ministers). Королева представлена у штатах губернаторами (англ. Governors), що призначаються королевою за поданням прем'єр-міністра штату. У Північній території й на острові Норфолк королева представлена адміністраторами (англ. Administrators), яких призначає генерал-губернатор Австралії (англ. Governor-General). Австралійська Столична Територія не має ані губернатора, ані адміністратора. Стосовно цієї території кількома повноваженнями (право розпуску законодавчих зборів тощо) користується генерал-губернатор Австралії.

## Історія

Історія адміністративного поділу Австралії

1770 року Джеймс Кук відкрив східне узбережжя Австралії, яке назвав Новим Південним Уельсом і проголосив британським володінням.
Після втрати американських колоній Британія відкриває тут колонії для засланих.
Британська колонія Новий Південний Уельс (New South Wales) починається з поселення, яке пізніше отримало назву Сідней, заснованого 26 січня 1788 року.
Земля Ван-Дімена (сучасна Тасманія) була заселена у 1803 році й стала окремою колонією 1825 року.
У 1829 році Британія приєднала решту континенту (сучасну Західну Австралію).
На частині первинної території Нового Південного Уельсу були створені нові колонії:
- Південна Австралія у 1836 році,
- Вікторія у 1851 році і
- Квінсленд у 1859 році.

У 1863 році було утворено Північну Територію як частину колонії Південна Австралія.
Вікторія і Південна Австралія були засновані як «вільні колонії», оскільки там не було засланців. Західна Австралія також була «вільною», але згодом стала приймати засланців у зв'язку з гострою нестачею робочої сили. Заслання до Австралії були поступово припинені у період з 1840 до 1868 року.
Зі здобуттям британськими колоніями в Австралії самостійності 1 січня 1901 року було утворено Австралійську федерацію на правах домініону.
Австралійська столична територія (Australian Capital Territory) була виділена зі штату Новий Південний Уельс у 1911 році для розміщення нової столиці Канберри (з 1901 до 1927 року столицею Австралійської Федерації був Мельбурн).
Північна Територія виділилась із Південної Австралії також у 1911 році.